# Chongren
Der Kreis Chongren (chinesisch 崇仁县, Pinyin Chóngrén Xiàn) ist ein Kreis in der chinesischen Provinz Jiangxi. Er gehört zum Verwaltungsgebiet der bezirksfreien Stadt Fuzhou. Der Kreis hat eine Fläche von 1.520 Quadratkilometern und zählt 347.837 Einwohner (Stand: Zensus 2010). Sein Hauptort ist die Großgemeinde Bashan (巴山镇).

## Administrative Gliederung
Auf Gemeindeebene setzt sich der Kreis aus sieben Großgemeinden und acht Gemeinden zusammen. 